# Isaac Brock
 (décembre 2023).
Si vous disposez d'ouvrages ou d'articles de référence ou si vous connaissez des sites web de qualité traitant du thème abordé ici, merci de compléter l'article en donnant les références utiles à sa vérifiabilité et en les liant à la section « Notes et références ».
Pour les articles homonymes, voir Isaac Brock (musicien) et Brock.
Isaac Brock (Saint-Pierre-Port, Guernesey le 6 octobre 1769 - Ontario 13 octobre 1812) était un général de division et administrateur britannique. Il est connu essentiellement comme un brillant commandant et stratège pour ses actions dans les colonies canadiennes. Ses efforts lui ont valu une médaille de chevalier, des accolades, ainsi que le surnom The Hero of Upper Canada — Le Héros du Haut-Canada. Il est l'oncle du biographe et historien de Guernesey Ferdinand Brock Tupper.

## Enfance
Isaac Brock est né le 6 octobre 1769 à Saint-Pierre-Port dans l'île Anglo-Normande de Guernesey, comme huitième fils dans une famille modérément riche. Il se forgea une réputation de bon nageur et boxeur grâce à son éducation précoce. Il garda la réputation d'un homme imposant physiquement toute sa vie, on dit qu'il mesurait entre 1,87 m et 1,92 m. Il fut aussi remarqué comme élève sérieux, qui prenait son éducation très sérieusement, malgré son jeune âge. Suivant les traces de son père et de ses trois grands frères, Isaac Brock décida de rejoindre l'armée britannique.

## Service militaire
Isaac Brock fut envoyé au Canada en 1802 et devint responsable de la défense du territoire contre les États-Unis durant la guerre anglo-américaine de 1812. Bien que plusieurs personnes au Canada et au Royaume-Uni pensaient que la guerre pouvait être évitée, il commença à préparer l'armée et l'armée de milice pour ce qui était à venir. Lorsque la guerre éclata, la population était préparée et les victoires rapides au Fort Mackinac et à Détroit empêchèrent une invasion américaine.
Pendant sa période de commandement, il fit face à des désertions et bientôt à des mutineries, fut blessé en bataille et mourut peu après de fièvre. Son héroïsme lui permit de devenir membre de l'Ordre du Bain, et il eut le privilège de servir aux côtés de Lord Nelson et Tecumseh. Sa mort à la bataille de Queenston Heights porta un dur coup au commandement britannique.
Bien qu'il soit plus connu pour sa capture de Détroit et ses autres actions durant la guerre de 1812, Brock a eu une carrière réussie avant la guerre, et une rapide ascension à travers les rangs, ce qui fut très remarqué à son époque. Certains attribuent ses rapides promotions à la chance, d'autres à l'adresse, et il serait juste de dire que Brock a eu quelques avantages du fait de sa taille.

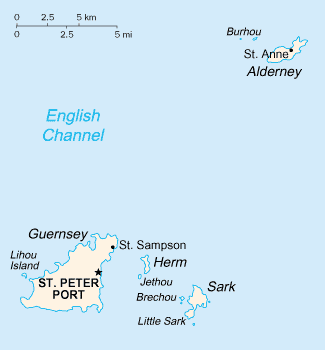
Saint-Pierre-Port, où Isaac Brock naquit.

### Le début de sa carrière
Brock a commencé en tant qu'enseigne dans le 8th (The King's) Regiment of Foot (8e régiment d'infanterie du roi) à l'âge de quinze ans, où il reçoit la responsabilité des couleurs du régiment. Brock atteint ensuite le rang de capitaine, et est transféré dans le 49th Regiment of Foot (49 régiment d'infanterie), aussi connu sous le nom du Hertfordshire Regiment of Foot, le 15 juin 1791. Son neveu et biographe Ferdinand Brock Tupper affirme que peu après avoir rejoint le régiment, un duelliste professionnel l'a forcé à combattre contre lui. Comme il était le seul à être défié, Brock eut le choix des armes, et il insista pour combattre au pistolet. Ses amis furent choqués, puisque Brock n'était seulement considéré comme un tireur modérément bon, alors que l'homme était un expert. Brock, cependant, refusa de changer d'avis. Quand le duelliste arriva sur le champ, il demanda à Brock de décider combien de pas ils devaient faire. Brock insista alors pour que le duel eut lieu, non pas à une distance habituelle, mais à une distance de mouchoir. Le duelliste déclina et fut contraint à quitter le régiment. Ce fait contribua à la popularité de Brock et à sa réputation au milieu des autres officiers, comme le duelliste avait eu une formidable réputation, et ensuite brima les autres officiers sans peur de représailles. Pendant qu'il était dans ce régiment il servit dans les Antilles. Durant son service sur place, il contracta une forme de fièvre dont il faillit mourir ; il ne s'en remis complètement qu'après son retour en Angleterre.

### Premier commandement
En 1797, Brock atteignit le rang de Lieutenant-colonel, et devint commandant du régiment. En 1799, le 49e est envoyé en expédition contre la république batave, qui correspond globalement aux Pays-Bas actuels, expédition menée par Sir Ralph Abercromby. Durant les débarquements des troupes, Brock vit son premier combat, le 10 septembre 1799, sous le commandement du général John Moore. Étant donné que le 49e était peu entraîné lorsque Brock prit son commandement, ils ne virent que peu ce récent combat. Moore préféra se passer d'eux et utiliser des troupes plus expérimentées pour établir la tête de pont. Finalement, le 2 octobre 1799, le 49e fut activement impliqué dans un combat difficile, à Egmont-op-Zee, où ils s'en sortirent remarquablement bien, avec seulement 33 blessés. Ceci était remarquable étant donné les circonstances de la bataille. Le 49e dut ensuite avancer jusqu'aux plages de Egmont-op-Zee, une pente raide à travers les dunes et un mauvais terrain. La situation était aggravée par le harcèlement des tireurs d'élite français, qui avaient une excellente couverture. Après six heures de difficile bataille, l'attaque fut stoppée à environ 1,5 km de leur objectif. Après une heure de combat rapproché, incluant les poings et le combat au sabre, les Français commencèrent à se retirer. Brock lui-même fut blessé dans le combat, quand il fut touché par une balle tirée d'un mousquet dans la gorge. Un collier cervical le prévint d'une possible blessure mortelle. De ses propres mots : « J'ai été touché peu après que l'ennemi commençait à battre en retraite, mais n'ai jamais quitté le champ de bataille, et suis retourné à mon devoir moins d'une demi-heure plus tard. »

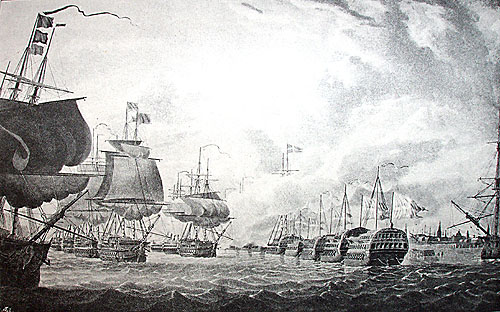
La bataille de Copenhague

En 1801, alors à bord du HMS Ganges de 74 canons (commandé par le Capitaine Thomas Fremantle, un ami personnel de Brock), Brock assista à la bataille de Copenhague, où il était prévu que ses troupes devaient prendre d'assaut les forts de Copenhague. Bien que comme la bataille se fut déroulée ainsi et un assaut ne devenait plus nécessaire, Brock observa des premiers rangs la brillante tactique de Lord Nelson. Après la bataille, à côté de Fremantle, il fut de ceux que Nelson félicita personnellement. En 1802, Brock et le 49e d'infanterie furent envoyés au Canada.

### Son transfert au Canada
Brock arriva au Canada, accompagné du reste du 49e d'infanterie, et fut d'abord assigné à la ville de Québec. Comme le lança le soldat Jake Batchelor : « Tel un agréable spectacle qui n'a jamais été vu par les hommes dans tous leurs voyages. »
Peu après, en 1803, il fit face à un des principaux problèmes au Canada : les désertions. Sept soldats volèrent un bateau et s'enfuirent à bord vers les États-Unis. Brock envoya un groupe à leur poursuite, et les hommes furent capturés.

### La mutinerie
Quelque temps après Brock reçut un rapport d'un officier de Fort George disant qu'une partie de la garnison projetait d'emprisonner les officiers et de passer aux États-Unis. Immédiatement, il embarqua à bord de la goélette qui avait apporté le message et arriva à Fort Georges, qui était sous le commandement du lieutenant-colonel Roger Hale Sheaffe (en). Une garde d'honneur fut promptement formée pour remercier Brock de son arrivée inattendue. Accompagné par un soldat discipliné qui allait faire sa réputation au Canada, James Fitzgibbon, Brock désarma et enferma ce sergent de la garde. Il entra ensuite dans le fort.
Comme c'était l'heure du dîner, tous les soldats étaient dans la cour de la caserne. Brock demanda à ce qu'on lui amène un soldat susceptible d'être un des leaders de la mutinerie. Alors qu'il entrait dans la pièce, Fitzgibbon ligota l'homme et menaça de le tuer s'il criait. Un par un, les autres mutins furent capturés de la même façon. Finalement, Brock ordonna aux tambours de rassembler les hommes. Ils sortirent de leurs quartiers et formèrent une ligne face à Brock. Brock ordonna que tous les hommes impliqués dans la mutinerie fassent un pas en avant, un certain nombre le fit, et ils furent arrêtés. Brock s'adressa alors au régiment et demanda l'obéissance de ceux dont il ne savait pas s'ils étaient impliqués dans la mutinerie. Les hommes s'engagèrent à l'obéissance et retournèrent dans leurs quartiers.
Brock envoya les douze mutins et les sept déserteurs du Québec à la cour martiale. Il fut découvert que les mutins avaient projeté d'enfermer tous les officiers, à l'exception de Sheaffe qui devait être tué, et ensuite de franchir le Niagara en direction de Queenston aux États-Unis. Les sept soldats furent exécutés par un peloton d'exécution. Ferdinand Tupper était présent au procès et aux exécutions, et envoya cela à Brock. Il décrit comment les mutins avaient témoigné qu'ils avaient été forcés en quelques mesures par la sévérité de Sheaffe, et comment ils avaient continué sous le commandement de Brock, alors qu'ils n'auraient jamais fait de telles actions. Brock fut évidemment très bouleversé par la lettre. En résultat de son comportement, Brock fut promu colonel le 30 octobre 1805.

### Les préparations d'avant-guerre

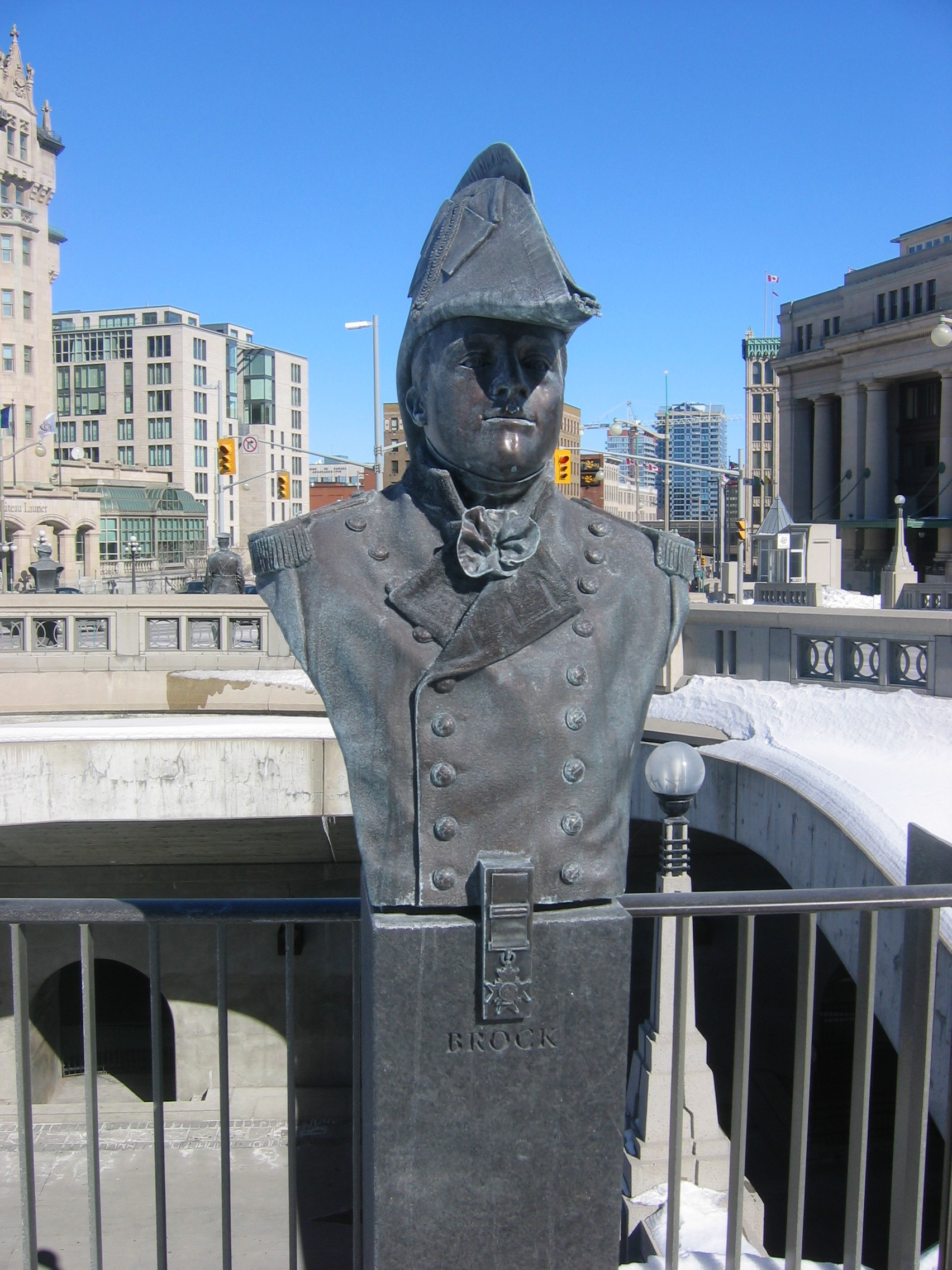
Buste d'Isaac Brock au Monument aux Valeureux à Ottawa.

À partir de 1806, les États-Unis commencent à devenir de plus en plus hostiles à l'empire britannique et les relations entre les deux pays se détériorèrent encore pour aboutir à la guerre de 1812. Cette hostilité avait deux sources : d'une part les griefs concernant les violations de la souveraineté américaine en même temps que la restriction du commerce avec le royaume de Grande-Bretagne, et d'autre part un désir d'annexer le nord de l'Amérique, faiblement défendu. D'autres griefs étaient : l'enrôlement de force de marins américains par la Royal Navy, le blocage des ports français et la suspicion que les Britanniques essayaient d'inciter les Amérindiens à attaquer les camps américains à la frontière ouest. Les War Hawks (littéralement faucons de guerre - membres de la Chambre des représentants des États-Unis qui étaient en faveur de la guerre contre l'empire britannique au XIIe Congrès des États-Unis d'Amérique) appelèrent à l'invasion du Canada pour punir les Britanniques et pour atténuer la menace due aux Amérindiens. En même temps, les colonies américaines avaient de plus en plus de population et régnait une envie d'expansion — plus tard décrite par la phrase Manifest Destiny — telle que les États-Unis devraient contrôler tout le continent nord-américain. Les War Hawks affirmèrent que les colons canadiens se révolteraient et se présenteraient aux armées américaines comme des libérateurs. De plus, comme Thomas Jefferson l'affirma au public, conquérir le Canada serait « simplement une question de marche ».
En réponse à cette menace croissante, Brock amena rapidement des troupes pour renforcer les défenses canadiennes. Il consolida les fortifications du Québec en construisant des ponts et une batterie élevée. En dépit de son éducation modeste, Brock réussit à créer une formidable position défensive, en grande partie grâce à ses lectures, qui incluaient plusieurs volumes sur la science du positionnement et de l'engagement de l'artillerie. Il réorganisa également le département de la marine (responsable des lacs et rivières), ce qui mena au développement d'une force navale capable de tenir les Grands Lacs, ce qui sera déterminant pendant la guerre.
En 1807, Brock fut nommé brigadier-général par le gouverneur général Sir James Henry Craig. Il fut à la tête de toutes les forces du Haut-Canada en 1810. Durant cette période, Brock continua à demander un poste en Europe. En 1811, il devint major-général et en octobre de cette même année le lieutenant-gouverneur Francis Gore partit pour l'Angleterre, ce qui fit que Brock devint provisoirement lieutenant-gouverneur et ainsi administrateur du Haut-Canada, ayant entièrement en charge à la fois les autorités civile et militaire. Ainsi, quand la permission de partir arriva en 1812, Brock déclina l'offre, voyant comme un devoir de défendre le Canada contre les États-Unis.
En tant qu'administrateur du Haut-Canada, il fit une série de réformes destinées à aider le Canada dans l'éventualité d'une guerre. Il amenda la loi sur la milice, permettant l'utilisation de tous les volontaires disponibles et il ordonna un entrainement poussé de ces recrues inexpérimentées, en dépit de l'opposition du corps législatif provincial. De plus, il continua à renforcer les défenses, et commença à recevoir les dirigeants Amérindiens, tels que le chef Shawnee Tecumseh pour voir s'il pourrait s'allier avec lui contre les États-Unis dans l'éventualité d'une guerre. Bien que la sagesse à ce jour disait que le Canada tomberait rapidement si une invasion avait lieu, Brock poursuivit ses diverses stratégies pour donner à la colonie une chance de combat.